# Suite n. 1 (Rachmaninov)
La Suite n. 1 in sol minore, Op. 5 è una composizione per due pianoforti di Sergej Vasil'evič Rachmaninov.

## Storia della composizione
L'opera fu scritta nell'estate del 1893, ed inizialmente venne denominata Fantaisie (Tableaux). La suite venne dedicata a Čajkovskij e fu eseguita per la prima volta a Mosca il 30 novembre 1893 da Rachmaninov stesso e Paul Pabst. La suite n. 1 è stata arrangiata per pianoforte ed orchestra da Rebekah Harkness.

## Struttura della composizione
Ogni movimento ha un titolo ed è introdotto da una citazione poetica che ispira il quadro musicale. I quattro movimenti sono:
1. Баркарола - Barcarola, in sol minore (Adagio sostenuto), da Michail Lermontov;
2. И ночь, и любовь - E la notte e l'amore, in re maggiore (Adagio sostenuto), da Lord Byron;
3. Слёзы - Le lacrime, in sol minore (Largo di molto), da Fëdor Tjutčev;
4. Светлый праздник - Pasqua, in sol minore (Allegro maestoso), da Aleksej Chomjakov.